# Zadrže
Zadrže este o localitate din comuna Šmarje pri Jelšah, Slovenia, cu o populație de 60 de locuitori.